# Mex, Vaud
Mex är en ort och kommun i distriktet Gros-de-Vaud i kantonen Vaud, Schweiz. Kommunen har 814 invånare (2023).